# جلال أباد (تشادغان)
جلال أباد (بالإنجليزية: Jalalabad, Chadegan)‏ هي قرية تقع في قسم تشنارود الجنوبي الريفي (مقاطعة تشادغان) في إيران. يقدر عدد سكانها بـ 112 نسمة .